# Isidor de Tessalònica
Isidor de Tessalònica (Isidorus, Ἰσίδωρος) fou arquebisbe de Tessalònica vers el 1401.
Fou l'autor de quatre homilies de la verge Maria, i altres homilies sobre altres temes, comentaris i cartes diverses o epístoles que en general es conserven. (Fabricius, Bibl. Graec. vol. 10. p. 498.).